# Robert Wattebled
Pour les articles homonymes, voir Wattebled.
Robert Wattebled, né le 5 juin 1946 à Calais, est un prélat catholique français.
Il est évêque émérite de Nîmes, Uzès et Alès depuis 2021.

## Biographie

### Formation
Robert Léon Wattebled était déjà titulaire d'une licence de mathématiques lorsqu'il est entré au Grand séminaire d'Arras. Il a ensuite poursuivi sa formation en philosophie et en théologie au séminaire académique de Lille et à l'Institut catholique de Paris. Il a obtenu un doctorat conjoint en théologie à l'Institut catholique de Paris et en histoire des religions à l'Université de la Sorbonne-Paris IV, dont il a tiré un ouvrage en 1990.
Pendant sa période de service national, il a été coopérant au Cameroun.

### Principaux ministères
Ordonné prêtre le 26 mai 1974 pour le diocèse d'Arras, il a exercé un premier ministère paroissial pendant 9 ans comme vicaire puis curé de Saint-Laurent-Blangy. De 1983 à 2001, tout en conservant des activités paroissiales, il est membre de l'équipe de formation permanente du diocèse d'Arras.
Il se consacre de plus en plus à la formation, comme enseignant en théologie pastorale à l'Institut d'études religieuses de Paris de 1985 à 1986, comme enseignant en théologie pastorale à l'Institut supérieur de pastorale catéchétique de Paris de 1986 à 2001, et comme enseignant à la faculté de théologie de Lille de 1991 à 1993.
Il est vicaire épiscopal de 1990 à 1996, puis vicaire général.
Nommé évêque de Nîmes le 30 janvier 2001, il a été consacré le 1er avril de la même année.
Au sein de la Conférence des évêques de France, il est membre du Conseil pour les questions canoniques.
Âgé de 75 ans, il annonce le 6 juin 2021 avoir présenté sa démission au pape François qui l'accepte le 10 août 2021, le remplaçant par Nicolas Brouwet.

## Prises de position

### Inondations de 2002
À la suite des importantes inondations qui ont touché le Gard et ses environs, Robert Wattebled a appelé à la générosité indiquant que: « Notre solidarité fraternelle est ressemblance divine ».

## Devise épiscopale
- « À cause de Jésus, pour la multitude ».

## Distinction
- Prix Jean-et-Maurice-de-Pange 1987 pour sa thèse de doctorat
- Chevalier de la Légion d'honneur (décret du 18 avril 2014[5])